# Виробничі запаси корисної копалини
Виробничі запаси корисної копалини (рос. производственные запасы полезного ископаемого , англ. workable reserves, commercial reserves; нім. abbauwürdige Vorräte m pl) – продукція виробничо-технічного призначення, що знаходиться на гірничих підприємствах і, отже, та, що вступила в сферу виробництва, але ще не використовується безпосередньо в процесі виробництва. Поділяються на поточні і страхові (гарантійні і резервні).